# Maria Cristina Brando
Maria Cristina dell'Immacolata Concezione, al secolo Adelaide Brando (Napoli, 1º maggio 1856 – Casoria, 20 gennaio 1906), è stata una religiosa italiana, fondatrice delle Suore Vittime Espiatrici di Gesù Sacramentato. Beatificata da papa Giovanni Paolo II nel 2003, è stata proclamata santa da papa Francesco il 17 maggio 2015.

## Biografia
Adelaide Raffaela Maria Luisa Maria Francesca Geltrude Brando nacque a Napoli il 1º maggio 1856 da un'agiata famiglia borghese: il padre Giovanni, uomo molto stimato, ricopriva un importante ufficio presso il Banco di Napoli. 
Era la sorella minore di Maria Pia Brando (Napoli, 3 giugno 1851 – Napoli, 16 agosto 1916) fondatrice del Santuario e del Pio Istituto del Sacro Cuore di Gesù nel Comune di Mugnano di Napoli.
La notte di Natale del 1868, a soli dodici anni, Adelaide si consacrò a Dio con voto di perpetua verginità. Maturò il desiderio di entrare fra le suore Sacramentine ma trovò l'opposizione del padre, che però le permise di raggiungere la sorella Maria Pia nelle Clarisse del monastero delle Fiorentine a Chiaia in Napoli. Negli anni una grave malattia la costrinse per ben due volte a lasciare il monastero, finché, ristabilitasi del tutto, nel 1875 a diciannove anni, entrò tra le Sacramentine del monastero di San Giuseppe dei Ruffi, qual era il suo desiderio originario. Nel 1876 poté indossarne l'abito prendendo il nome di Maria Cristina dell'Immacolata Concezione.
Nonostante Maria Cristina si sentisse felice potendo vivere appieno la sua devozione all'Eucaristia tra le Sacramentine, la salute malferma la costrinse a lasciare anche questo convento; nel 1877 si ritirò come pensionante nel Ritiro delle Teresiane di Torre del Greco. Si riprese nuovamente e fece ritorno a Napoli dalla sorella anche lei uscita dal convento delle Clarisse per gli stessi motivi. Con altre compagne, andarono ad abitare in un appartamento della salita Ventaglieri e poi a vico Montemiletto.
Lì, ebbero come guide spirituali San Ludovico da Casoria, il Venerabile Michelangelo Longo e i sacerdoti Raffaele Ferraiolo e Polidoro Schioppa; nel 1884 si trasferì definitivamente col gruppo nella cittadina di Casoria in provincia di Napoli, dove poté, finalmente, coronare il sogno di vivere adorando in modo perpetuo l'Eucaristia.
Nel 1890, data l'affluenza di altre giovani nel gruppo, Maria Cristina e Maria Pia acquistarono la casa degli eredi Costa in via San Rocco e lì trasferirono la Comunità stabilendo ormai le basi della nuova Congregazione, come aveva predetto Ludovico da Casoria a Maria Cristina: ”In mezzo a questa cittadina erigerai una casa centrale”.
Il desiderio di Maria Cristina era erigere accanto alla sede della Congregazione una chiesa dove l'adorazione eucaristica fosse ininterrotta, e il 19 febbraio 1893 venne posta la prima pietra; frattanto Maria Cristina si dedicò alla catechesi e all'insegnamento ai ragazzi.
Poco prima di morire, il 7 luglio 1903 Papa Leone XIII approvò l'Istituto con il nome di Suore Vittime Espiatrici di Gesù Sacramentato. Maria Cristina si ammalò gravemente il 14 gennaio 1906, morendo il 20 gennaio a soli 50 anni.
L'Istituto da lei fondato si allargò ad altre numerose case in Italia e all'estero; le suore membri della Congregazione oggi sono varie centinaia. Non compì mai miracoli in vita né diede segni soprannaturali, ma per la sua bontà e dolcezza subito si diffuse la sua fama di santità.

## Il culto
La sua causa di canonizzazione venne introdotta nel 1927 e il 4 maggio 1972 si aprì il processo apostolico: dichiarata venerabile il 2 luglio 1994, è stata proclamata beata da papa Giovanni Paolo II il 27 aprile 2003 a séguito di un miracolo avvenuto per sua intercessione.
Dopo il riconoscimento di un secondo miracolo, papa Francesco l'ha canonizzata il 17 maggio 2015.
La sua memoria liturgica ricorre il 20 gennaio.
Dal Martirologio Romano: "A Casoria vicino a Napoli, beata (oggi Santa) Maria Cristina dell'Immacolata (Adelaide) Brando, vergine, che dedicò la sua vita alla formazione cristiana dei fanciulli e attraverso la Congregazione delle Suore Vittime Espiatrici di Gesù Sacramento da lei fondata promosse fortemente l'adorazione della santa Eucaristia."